# Ammotrechula boneti
Espèce
Ammotrecha boneti est une espèce de solifuges de la famille des Ammotrechidae.

## Distribution
Cette espèce est endémique du Sinaloa au Mexique. Elle se rencontre vers Mazatlán.

## Description
Le mâle holotype mesure 8 mm.

## Publication originale
- Mello-Leitão, 1942 : Novos Solifugos do Chile e do Mexico. Annaes da Academia Brasileira de Sciencias Rio de Janeiro, vol. 14, no 4, p. 305-313 (texte intégral).